# Кумыкский музыкально-драматический театр имени А. П. Салаватова
Дагеста́нский госуда́рственный кумы́кский музыка́льно-драмати́ческий теа́тр им. А.-П. Салава́това (кум. Алимпаша Салаватовну атындагъы Дагъыстан пачалыкъ музыкалы драма Къумукъ театр) — театр в Махачкале, основанный в 1925 году.

## История театра
Основан в 1925 году в Темир-Хан-Шуре на базе театральной студии при педагогическом техникуме. Инициировал создание студии нарком просвещения Дагестанской АССР Алибек Тахо-Годи, а первыми руководителями и педагогами стали актеры и режиссёры Темирбулат Бийбулатов, Н. Шатров и Б. Байков. В дальнейшем в труппу влились актеры Т. Гаджиев, Д. Саиндуров, А. Ихлясов, М. Рашидханов и другие.
Официально открылся в 1930 году. Первый спектакль — «Дочь Индии» по пьесе турецкого поэта, драматурга и дипломата Абдюлхака Хамита Тархана.
В 1932—1943 годы театр работал в Буйнакске, с февраля 1943 г. переехал в г. Махачкала под наименованием Дагестанский государственный кумыкский театр. С 1938 года художественный руководитель — Гамид Рустамов.
В 1955 году театру присвоено имя Алима Паши Салаватова, основоположника дагестанской драматургии. В репертуаре театра традиционно преобладают пьесы дагестанских авторов.
В разное время главными режиссёрами были Ислам Казиев, Зубаил Хиясов, Биймурза Мантаев, Байсолтан Осаев
С 1994 года коллектив возглавлял Айгум Айгумов. В мае 2002 года театр переехал в новое здание по ул. Буйнакского, 10. 16 января 2017 года директором стал Скандарбек Тулпаров.

## Весь актёрский состав
- Амир Курбанов (1930—1937; 1944—1966)[4];
- Елена Легомениди (с 1930);
- Барият Мурадова (1930—1994): сыграла около 300 ролей[5];
- Ушкият Сафаралиева (с 1930);
- Шахмардан Абдуллаев (с 1934)[6];
- Магомед Рашидханов (с 1936);
- Сервер Джетере (1942—1980)[7];
- Магомедамин Акмурзаев (1952—1994);
- Шарапутдин Манташев (с 1955);
- Ислам Казиев (с 1962);
- Надежда Мусаева (1962—1995);
- Байсолтан Осаев (с 1973);
- Нурие Джетере (1946—1947);
- Адильбек Ихласов — проработал в театре 50 лет;
- Алим Курумов (1930—1974);
- Хайбат Магомедова (с 1930);
- Гамид Рустамов (1930—1935; 1939—1951; 1956—1995)[8];
- Дадам Саиднуров (с 1932);
- Тажудин Гаджиев (1935—1975);
- Хайбат Казимагомедова (с 1940);
- Саният Мурадова (1944—1992);
- Зумруд Атагишиева (с 1952);
- Айгум Айгумов (с 1962);
- Инесса Курумова (1962—1985);
- Карабдин Хамавов (1962—1984);
- Патимат Асельдерова (с 1935);
- Бурлият Ибрагимова (1946—1950);
- З. Хадаева;
- Басир Магомедов;
- Магомедкамил Джабуков;
- Тотуханум Осаева;
- Нариман Акавов;
- Алиев, Заур Расулович (актёр и режиссёр);
- Сайгидат Маджидова (с 1983);

## Репертуар[9]
- «Красные партизаны», «Айгази» (автор — Алимпаша Салаватов)[10].
- «Стальной капкан», «Ансар», «Невесты», «Мост дружбы», «Сотав и Рашия» (автор — Аткай Аджаматов)[11].
- «Праздник откладывается», «Амина», «Кипчак-хан», «Шутка всерьёз» и др. (автор — Абзайдин Гамидов)[12].
- «Честь» Мдивани, «Огни маяка», «Гора» и «Мы идём» Карасёва (автор переводов — Юсуп Гереев)[11].
- «Чабан Арслан», «Поворот», «Бараган», «Горные соколы» (премьера пьесы открыла первый сезон театра), «Любовь Асият» и др. (автор — Амир Курбанов)[4].
- «Сельская девушка», «Звёзды», «Судьба», «Честь», «Яблоневые сады» (автор — Умукурсюн Мантаева)[13].
- «Кокетки» и др. (автор — Расул Расулов)[14].
- «Макбет» Шекспира (автор перевода — Бадрутдин Магомедов)[15].
- «Отелло» (Шекспир)[16]., «Хаджи-Мурат» (Толстой) (автор переводов — Темирбулат Бейбулатов)[17].
- «Айбике», «Алекай ва Телекай», «Свадьба на войне», «Тайна золотого портсигара», «Коммунист», «Утренняя звезда»; «Горянка» Р. Гамзатова (автор — Абдулвагаб Сулейманов)[18].
- «Ты только моя», «Требуется вдовушка», «Вдовушка нашлась», «Когда в сердце любовь», «Влюблённым дорогу», «Ложная свадьба», «Выстрел», «Раскаянье», «Дорогой жизни», «Кто виноват?», «Ирчи Казак», «Сквозь бурю» (автор — Магомедсултан Яхьяев)[11].
- «Тулпар» (автор — Шахмардан Абдуллаев)[6].
- «Судьба» (автор — Вагид Атаев)
- «Свадьба Чуная» (автор — Ж. Токумаев)

## Награды
- Почётная грамота Президиума Верховного совета РСФСР (10 августа 1960 года) — в связи с декадой дагестанского искусства и литературы в городе Москве и за заслуги в развитии советского искусства[19].